# 一九〇五 (映画)
『一九〇五』（いちきゅうぜろご）は、黒沢清監督による日本・中国合作映画。2013年1月クランクアップ、同年秋公開の予定だったが、尖閣諸島問題の影響を受けて撮影が進まず、企画・製作・配給を行うプレノン・アッシュが資金繰りの悪化により2013年2月20日に東京地裁から破産手続開始の決定を受け、製作中止となった。

## 概要
撮影は日本、台湾の各地で行われる予定だった。ストーリーの9割は中国語による構成の映画となっていた。

## あらすじ
まだ清朝であった時代の中国広東省の高利貸し楊雲龍（ヤン・ユンロン）は、5人の男に貸した金を取り立てるため、日本の横浜へとやってくる。香港育ちで中国語を話す国粋主義者の加藤保は、その同じ5人である中国人革命家の強制送還の任務を言い渡される。楊と加藤は日本で出会い、お互いの利害の一致を見て協力し行動していく。

## キャスト
以下のキャスティングが予定されていた。
- 楊雲龍（ヤン・ユンロン） - トニー・レオン（出演を見送り）
- 加藤保 - 松田翔太
- 大西宮子 - 前田敦子